# Villa di Bahjí
La Villa di Bahjí in (arabo: gioia, letizia) è la dimora dove Baha'ullah, al secolo Mirza Husayn Ali Nuri  fondatore della Fede bahai, trapassò nel 1892. Si trova ad Acri (attuale Israele) ed è vicinissima al luogo più sacro per i Fedeli bahai: luogo che raffigura la Qibla verso cui si volgono per la preghiera obbligatoria.
Appresso alla villa è infatti situato il Mausoleo di Baha'ullah, appena fuori dalla città di Acri (in Galilea occidentale), nota in italiano come S. Giovanni d'Acri o anche Antiochia Tolemaide. Essa s'affaccia sulla baia che vede dall'altro lato la città di Haifa, città che partendo dal Mediterraneo si estende verso il Monte Carmelo, sul cui declivio si estendono i giardini monumentali baha'i ed il Centro Mondiale Bahai.

## La proprietà
L'area in cui si trova ora la villa in antico era un giardino a cui il proprietario, Suleiman Pasha, aveva dato il nome di Bahji. Nel 1831 il luogo fu ulteriormente abbellito da 'Abdu'llah Pasha, tanto da diventare famoso per quei giardini. Successivamente la sua proprietà passò alla famiglia cristiana dei Jamals..
Nel 1870 `Udi Khammar, un ricco mercante di Acri, che era stato proprietario della Casa di `Abbúd, ne comprò una parte e vi costruì la villa che avrebbe preso il nome di Magione di Bahji. Sull'entrata della Magione un ispirato presagio gli fece scrivere in lingua araba la seguente iscrizione, tuttora presente: "Auguri e saluti si posino su questa magione che accrescerà in splendore attraverso il trascorrere del tempo. Vari prodigi e meraviglie si trovano in essa, e le penne sono turbate nel tentativo di descriverle". 
`Udi Khammar costruì la villa per sé e per la sua famiglia, e quando morì fu sepolto in una tomba adiacente all'angolo sud-est dell'edificio stesso..
Nel 1879 un'epidemia ne allontanò gli abitanti lasciando vacante la villa.
'Abdu'l-Bahá prima affittò e poi comprò la villa perché il padre, Bahá'u'lláh, e la famiglia vi vivessero: Bahá'u'lláh vi risiedette poi fino al suo trapasso..

## Il Mausoleo di Bahá'u'lláh

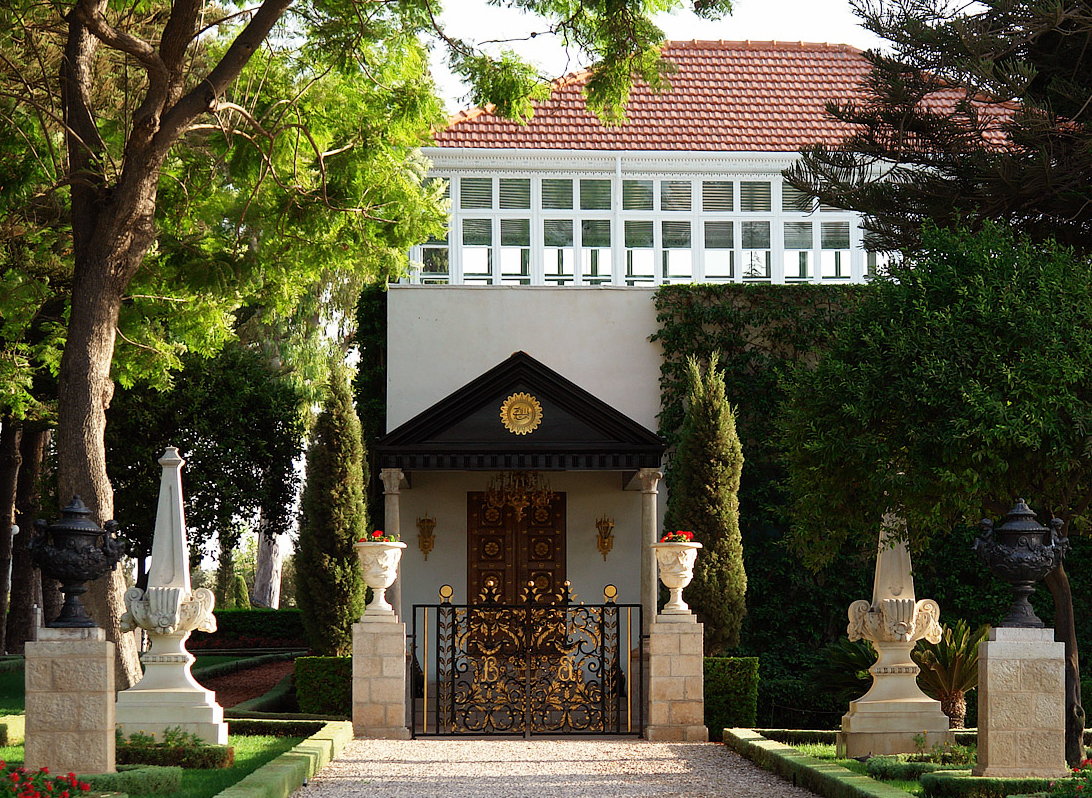
Mausoleo di Bahá'u'lláh

Quando Bahá'u'lláh morì, il 29 maggio 1892, fu sepolto in uno degli edifici adiacenti.
Tale sepoltura ulteriormente abbellita e ornata da un lussureggiante giardino, dove crescono alberi e fiori, divenne il Mausoleo di Bahá'u'lláh e, per i credenti bahai, è il luogo più sacro al mondo.
Il Mausoleo costituisce per i Bahai la Qiblih, ossia la direzione verso cui volgersi quando pregano.
Il complesso della villa, del mausoleo e dei giardini è stato iscritto dall'UNESCO, nel luglio 2008, nella lista del Patrimonio dell'Umanità, è divenuta costante meta di pellegrinaggio da parte dei Bahai provenienti da tutto il mondo.